# Schlotheimiidae
Schlotheimiidae es una familia extinta de cefalópodos de la subclase Ammonoidea. Estos cefalópodos existieron en el período 
Jurásico.

## Géneros
- Angulaticeras
- Kammerkarites
- Macrogrammites
- Saxoceras
- Schlotheimia
- Waehneroceras

## Distribución
Se han encontrado fósiles de especies dentro de esta familia en las rocas del Jurásico Temprano de Argentina, Austria, Bélgica, Canadá, China, Francia, Alemania, Hungría, Indonesia, Italia, Luxemburgo, Madagascar, México, Rusia, Suiza, Reino Unido, Estados Unidos.